# Lancia Ypsilon
O Lancia Ypsilon é um veiculo supermini produzido pela fabricante italiana Lancia desde 1995. Ele foi concebido para substituir o Autobianchi Y10, porém maior e mais largo. Entre 1995 e 2005, a Lancia produziu mais de 870.000 Ypsilons na planta de Melfi na região de Potenza.
A terceira geração do Ypsilon foi vendido como Chrysler Ypsilon no Reino Unido, Irlanda e Japão. Em Março de 2015, o grupo FCA anunciou que em 2017, as vendas sob a marca Chrysler seriam descontinuadas no Reino Unido — Onde foram vendidas apenas 2.000 unidades do Ypsilon em 2014. No Japão ele não teve uma vida muito longa, sendo descontinuado em 2015 junto com o Lancia Voyager e o Lancia Thema (veículos Chrysler sob a marca Lancia) em 2015. Atualmente o Ypsilon é oferecido comercialmente apenas pela Lancia, e está disponível apenas no mercado doméstico italiano.

## Primeira Geração

### 1995 – 2000
O Lancia Y I foi desenhado por Enrico Fumia em 1992. Ele foi desenvolvido durante 2 anos, e custou aproximadamente 400 bilhões de liras (aproximadamente € 207 bilhões). Em janeiro de 1996 foi apresentado ao publico em Roma. No design, um arco é bem pronunciado no para-choque, e estende-se pelos lados do veiculo. O Lancia Y era feito sob a mesma plataforma do Fiat Punto 176 (a mesma plataforma do Palio e do Barchetta), os braços oscilantes traseiros foram redesenhados, e suspensão traseira passou a adotar barra estabilizadora, para dar ao condutor mais conforto ao dirigir, a suspensão dianteira era do tipo MacPherson. O Y mede 3 273 mm (128,9 in), 33 cm mais longo que o Y10.
O Lancia Y tinha 5 lugares, painel, acessórios e opcionais em plástico, a carroceria poderia ser pintado com um dos 112 tons de cores do catalogo Lancia Kaleidoscope. Uma das coisas que distinguiam o Y esteticamente era seu painel de instrumentos que ficavam no centro do console central, que depois foi adotado pelo Musa e o Ypsilon mais tarde em 2003.

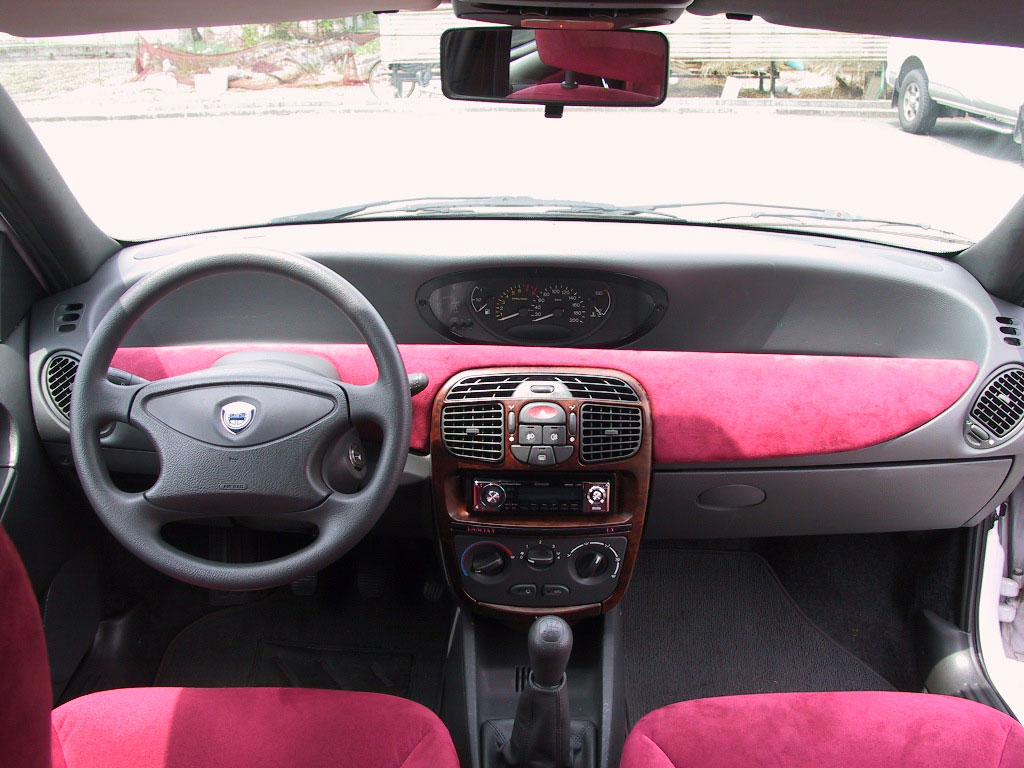
O interior do Lancia Y revestido com Alcântara

Inicialmente, ele possuía três níveis de acabamento: LE, LS e LX. Uma versão especial chamada Cosmopolitan, de 600 unidades foi adicionada mais tarde. Ela foi criada em colaboração com a revista americana homônima, e tinha como base a versão LX. Ela foi vendida na Europa, exceto na Itália.
O ar condicionado era padrão na versão LX e opcional na LS. A versão LX também oferecia um painel de instrumentos melhor, ele vinha com tacômetro e um largo display que mostrava entre outras coisas a temperatura ambiente.
Os motores faziam parte da linha FIRE (Fully Integrated Robotised Engine, em tradução literal, motor robotizado totalmente integrado) que estrearam no Y10 em 1985 e mais tarde foram usados em outros veículos Fiat e Lancia. Eles estavam com deslocamento de 1.108 e 1.242cc, ambos com 8 válvulas acionadas por um comando simples no cabeçote. O modelo topo de linha era o motor 1.4 12V "Pratola Serra" (gerava 80 cv (59 kW) de potência) que vinha do Fiat Brava. Devido ao baixo sucesso do motor Pratola Serra, ele foi logo substituído pelo, primeiro assim chamado, motor SuperFIRE, que era equipado com quatro válvulas por cilindro e injeção de combustível multiponto. O Lancia Y o primeiro carro à receber essa evolução do FIRE.
O motor 1.2L (1,242cc) SuperFIRE gerava 86 cv (63 kW) de potência a 6000 rpm e tinha 113 Nm (11,5 kgf-m) de torque a 4500 rpm. Esse motor podia ainda ser encontrado nos modelos 2013 do Lancia Y, Ford Ka e o Fiat 500. O SuperFIRE era equipado com um sistema de sincronismo (entre a o virabrequim e os comandos de válvulas) diferenciado: A correia dentada acionava o comando de escapamento, sendo este ligado ao comando de admissão por meio de engrenagens — esse mecanismo simplificava a manutenção, já que o sistema de sincronismo assemelhava-se a um SOHC mesmo sendo DOHC.

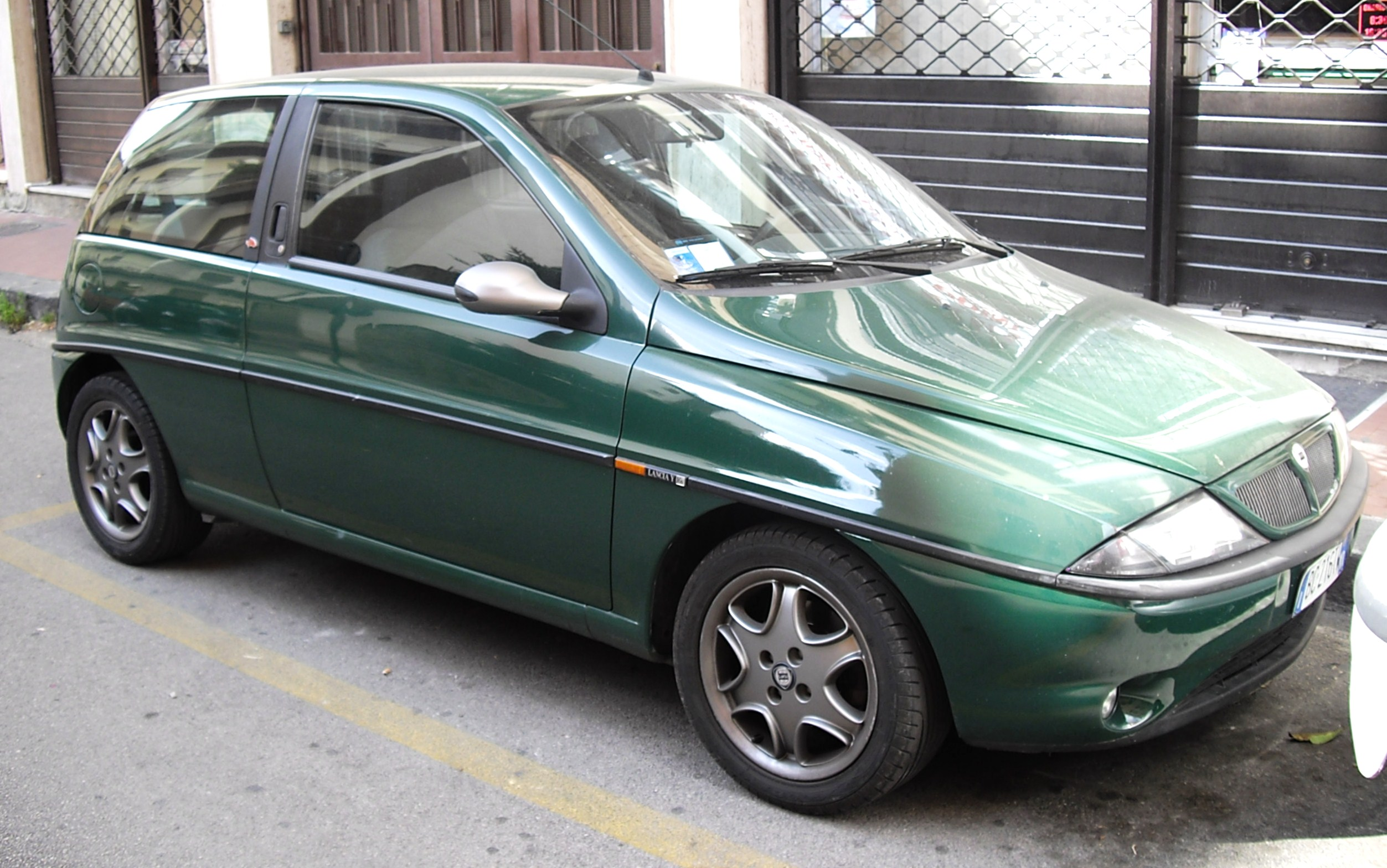
Lancia Y Elefantino Rosso 16v

### Lancia Ypsilon Elefantino Rosso
O Lancia Ypsilon Elefantino rosso (em Português: elefantinho vermelho) que era o símbolo dos históricos dos carros de competição da Lancia HF, que ganharam inúmeras competições de rali) foi a versão esportiva do Lancia Y e a irmã do Fiat Punto Sporting. (em Portugal chamava-se Sport por causa do clube de futebol Sporting CP.) Essa versão era equipada com interior revestido em alcântara cinza, os bancos era forrado com alcântara cinza ou cinza escuro com insertos que replicavam a cor da carroceria, a center console, rodas de 15" e Retrovisores com textura que imitava o titânio, o Volante e a manopla de câmbio era revestidos e couro cinza com costura vermelha, ar condicionado. Mecanicamente ele recebeu algumas modificações para melhorar seu desempenho como: a relação final da transmissão foi encurtada (para obter uma melhor aceleração de 0–100 km/h) e também a quinta marcha; a suspensão foi totalmente retrabalhada, ficando mais baixa e rígida, recebeu barras estabilizadoras maiores e mais rígidas; a caixa de direção não possuía nenhuma assistência para que o condutor pudesse "sentir" ao máximo o seu carro. O carro alcançava a velocidade máxima de 177 km/h (110 mph) e foi a única versão — da gama de Y — a receber rodas aro 15" calçadas com pneus 195/50 R15. Para quem preferia algo mais discreto, confortável e luxuoso de dirigir, a versão LX (com o interior revestido em alcântara e nogueira) e LS também estavam disponíveis com motor SuperFIRE. Elas também podia alcançar a mesma velocidade final com o motor "Pratola Serra". O motor 1.2 8v podia ser equipado com um transmissão automática ECVT.
A Lancia se retirou mercados RHD (onde a circulação é a esquerda, e o volante é posicionado ao lado direito do veiculo) dois anos antes do lançamento do Y. Logo nenhuma versão RHD foi desenvolvida.
A revista italiana Quattroruote testou o Ypsilon 16V LX além do uso habitual da cidade e elogiou sua excelente "reserva de potência", oferecendo o conforto de um carro digno de um preço mais elevado. O Lancia Ypsilon foi apresentado no Gran Turismo 2. O modelo foi um imediato sucesso de vendas, vendeu cerca de 42000 unidades nos seus primeiros dois meses

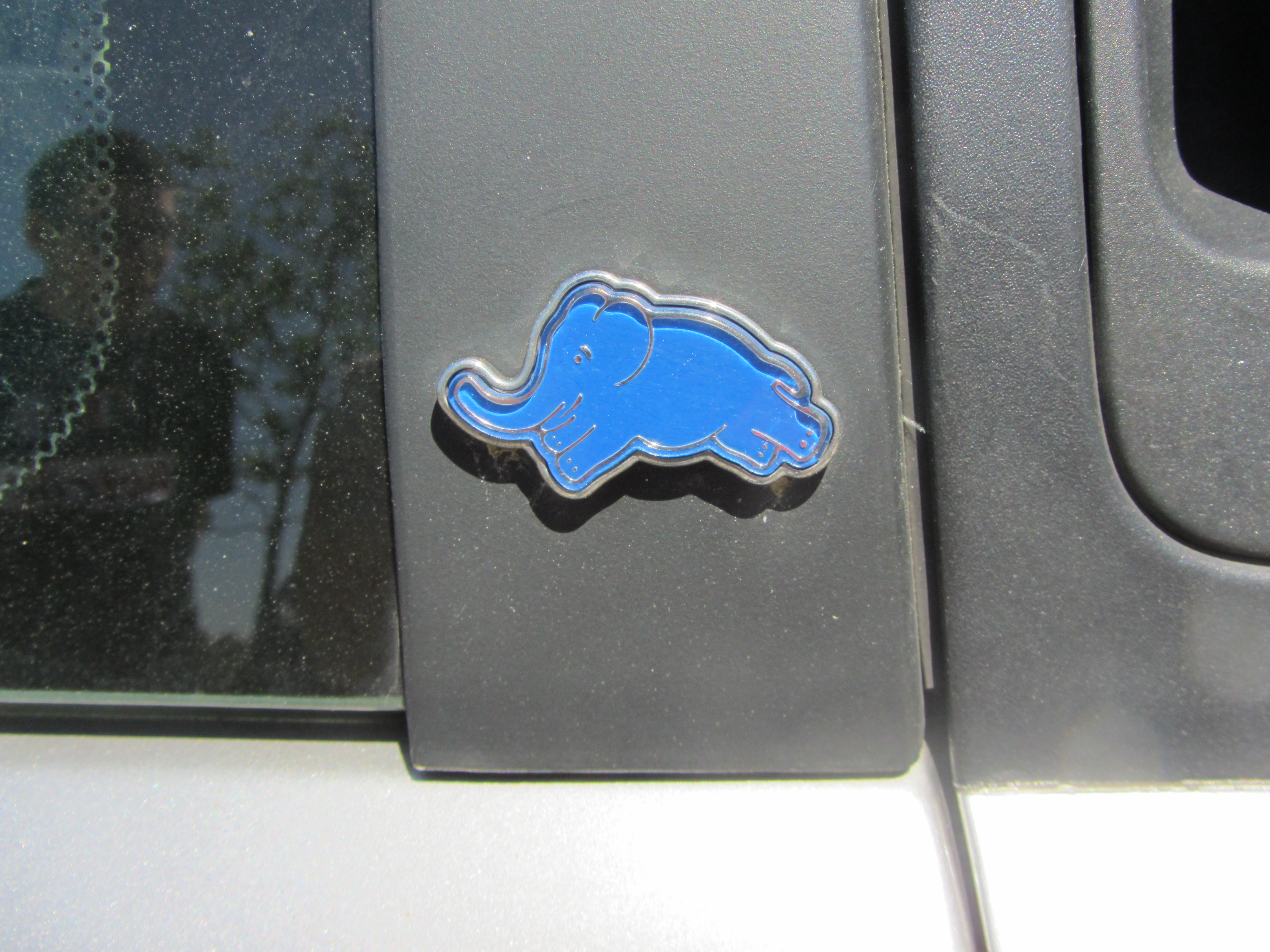
Símbolo do Elefantino Blu. O mesmo símbolo era representado com o Elefantino Rosso, mas com o elefante a vermelho.

### Lancia Ypsilon Elefantino Blu
O Lancia Ypsilon Elefantino Blu (em português Elefantinho Azul) era igual ao Lancia Ypsilon Elefantino Rosso, exepto que o interior do carro era parcialmente azul, e não parcialmente vermelho, como na versão Elefantino Rosso.

### 2000–2003

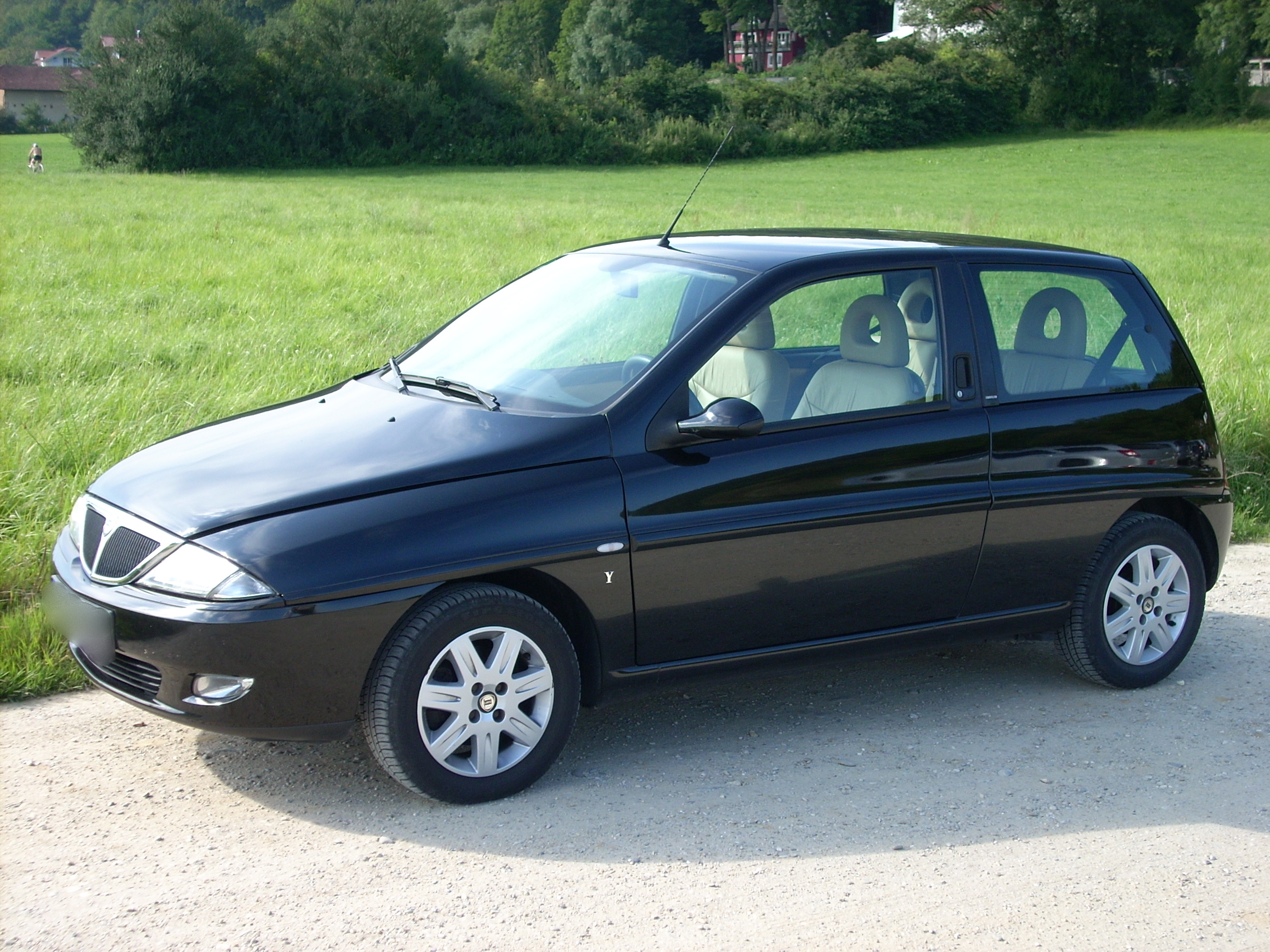
2000 Lancia Y facelift

Em Outubro de 2000 o Lancia Y recebeu uma reestilização que englobava o exterior e o interior. As mudanças externas incluíam: uma nova grade mais larga, para-choques redesenhados, novas lanternas traseiras, novas calotas, faróis de neblina reformulados. As molduras de portas tornaram-se mais suaves e passaram a vir na cor do veiculo. No interior as maiores modificações foram os novo descansos de cabeça, assentos e volante (similar ao do Lancia Lybra). O revestimento interno já não estava disponível com "soft touch", os refletivos de segurança foram removidos das portas, os controles do climatizador foram relocados e o painel de instrumentos foi redesenhado para ficar mais legível e moderno, especialmente pelo uso de um display LED. O carro ficou um pouquinho mais longo, passando de 3,72 m (146 in) para 3,74 m (147 in).

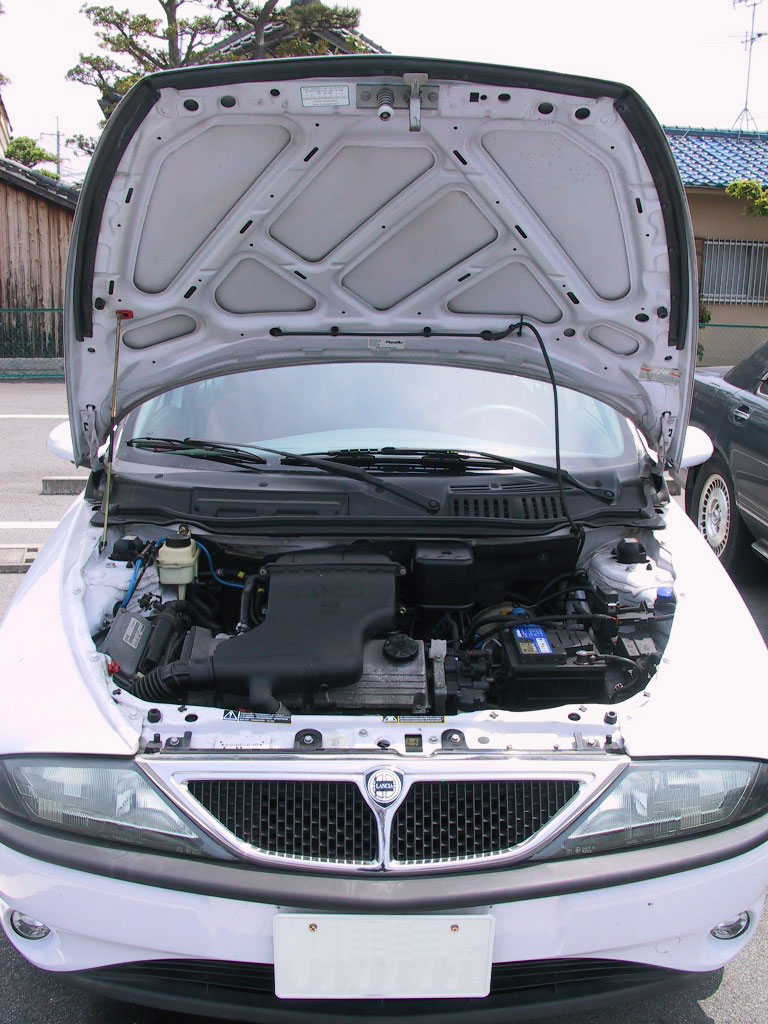
Lancia Y com motor 1.4 12V

A versão LX e a Elefantino Rosso, que custavam cerca de €15.060 (cerca de €5.000 a mais que a versão básica), vinha por padrão equipados com airbag duplo, ar condicionado, ABS, direção assistida, central multimídia Blaupunkt com 6 alti-falantes, interior em Alcântara, mostrador de temperatura externa, retrovisores elétricos pintados na cor da carroceria, o painel era vermelho ao invés de verde, travas elétricas com controle remoto, vidros elétricos, bancos e coluna de direção com ajustes de altura e profundidade, interior em coro com costuras vermelhas na Elefantino Rosso, faróis de neblina e rodas de liga leve calçadas com pneus 185/60 R14 na versão LX e 195/50 R15 para a Elefantino Rosso.
Nos anos que seguiram ele foi vendido em outras versões especiais: DoDo, Vanity e Unica. As versões 16v perderam 6 cv (4,4 kW) de potência para poder atender aos padrões de emissão de poluentes, da então nova, Euro 3. As emissões de gases nocivos ao meio ambiente foram reduzidas e o consumo de combustível se manteve praticamente o mesmo.
A Lancia reduziu a potencia dos motores 1.2L 8v para 60 cv (44,1 kW) e 1.2L 16v para 80 cv (58,8 kW), devido à adição do sistema de injeção de combustível multiponto sequencial. O motor de 1.1L — de 55 cv (40,5 kW) de potência — foi retirado do catalogo da montadora já que não se adequou a diretivas da Euro 3, figurando no catalogo apenas os motores 1.2L de 8 e 16v, que desenvolviam 60 cv (44,1 kW) e 80 cv (58,8 kW), respetivamente.
Em Setembro de 2003, após aproximadamente nove anos de mercado e cerca de 804 600 unidades vendidas, seu sucessor, o Lancia Ypsilon II, fez sua estreia e ocupou seu lugar nos anos que se seguiram.

### Motores
| Versão                                           | Disponibilidade | Deslocamento | Potência                   | Torque                       | 0–100 km/h (segundos) | Velocidade máxima (km/h) | Consumo Combinado (km/l) | Emissão de CO2 (g/100 km) |
| ------------------------------------------------ | --------------- | ------------ | -------------------------- | ---------------------------- | --------------------- | ------------------------ | ------------------------ | ------------------------- |
| 1.1 FIRE 8V                                      | 1996 — 2000     | 1108 cm³     | 55 cv (40,5 kW) @ 5500 RPM | 86 Nm (8,77 kgf-m) 3250 RPM  | 15                    | 150                      | 15.9                     | 150                       |
| 1.2 FIRE 8V                                      | 1996 — 2000     | 1242 cm³     | 60 cv (44,1 kW) @ 5500 RPM | 98 Nm (9,99 kgf-m) 3000 RPM  | 13.3 13.5*            | 160 169*                 | 14.9 15.2*               | 158 156*                  |
| 1.4 Pratola Serra 12V                            | 1996 — 1997     | 1370 cm³     | 80 cv (58,8 kW) @ 6000 RPM | 112 Nm (11,4 kgf-m)4000 RPM  | 12.4                  | 170                      | 12.8                     | 185                       |
| 1.2 FIRE 16V                                     | 1997 — 2000     | 1242 cm³     | 86 cv (63,3 kW) @ 6000 RPM | 113 Nm (11,5 kgf-m)4500 RPM  | 10.9                  | 177                      | 15.1                     | 157                       |
| 1.2 Elefantino Rosso 16V                         | 1997 — 2000     | 1242 cm³     | 86 cv (63,3 kW) @ 6000 RPM | 113 Nm (11,5 kgf-m) 4500 RPM | 10.9                  | 177                      | 14.3                     | 166                       |
| 1.2 FIRE 8V                                      | 2001 — 2003     | 1242 cm³     | 60 cv (44,1 kW) @ 5000 RPM | 102 Nm (10,4 kgf-m)2500 RPM  | 14.1                  | 158                      | 17.5                     | 136                       |
| 1.2 FIRE 16V                                     | 2001 — 2003     | 1242 cm³     | 80 cv (58,8 kW) @ 5000 RPM | 114 Nm (11,6 kgf-m) 4000 RPM | 11.2                  | 174                      | 16.6                     | 144                       |
| *Resultado da versão com cambio de 6 velocidades |                 |              |                            |                              |                       |                          |                          |                           |

## Ypsilon II

### 2003 – 2006
O Ypsilon II foi apresentado em Setembro de 2003 como modelo de acesso para a gama de veículos da Lancia. Ele foi projetado para atender às necessidades de um público jovem e ao longo do tempo encontrou vendas em outras fatias de mercado, especialmente para o publico feminino. Em pouco tempo ele se tornou o carro mais vendido da linha Lancia, alcançando a produção anual de cerca de 60,000 unidades. Inicialmente ele era fabricado em Melfi, Itália na planta fabril da Fiat, porém em junho de 2005 a produção foi movida para a Sicília na planta de Termini Imerese, Itália. O carro tem uma carroceria hatch de três portas com uma comprimento de 3,78 metros, baseada no histórico Lancia Ardea.

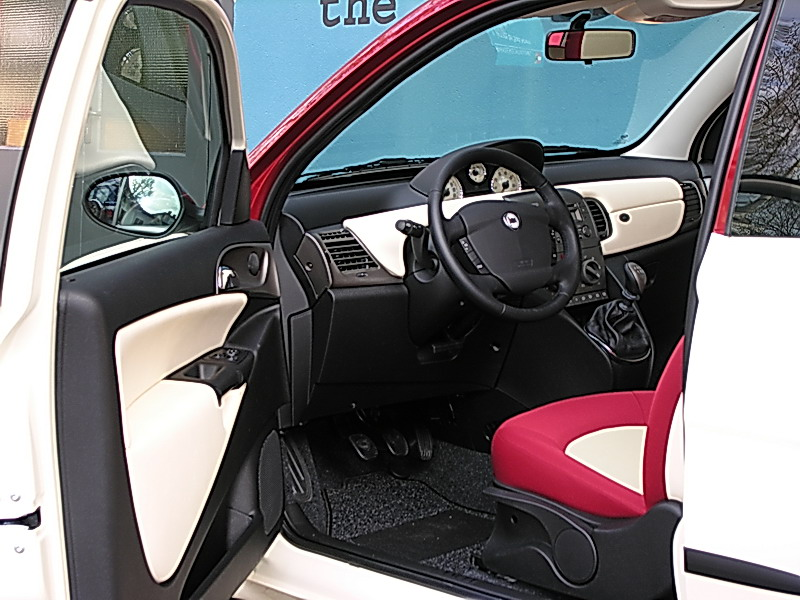
Interior do Ypsilon 2003

Sua frente era bem característica, possuía uma grande grade cromada com dois lóbulos no topo, os faróis eram posicionados no fim do arco frontal. Os pára-choques eram caracterizados pela presença de um revestimento aplicado em sua extensão, acima das entradas de ar ficavam as luzes de neblina (nas versões da ponta). Em suas laterais estendiam-se protetores plásticos, as molduras dos vidros eram cromadas nas versões topo de linha. As lanternas traseiras eram verticalmente orientadas e eram integradas aos para-lamas, a tampa do porta-malas era diminuta, isso limitava a visibilidade, ela também era embelezada por apliques cromados ao redor da placa de identificação.
O monobloco usava uma versão encurtada da Plataforma B — que estreou com o Fiat Punto (188) e também foi adotada pelo Fiat Idea e o Lancia Musa. O motor era frontal montado transversalmente, o conjunto também era de tração dianteira. A suspensão dianteira era independente do tipo MacPherson com barras estabilizadoras, enquanto a traseira era uma suspensão semi-independente com eixo de torção.
O conjunto de freios na versão de entrada era composto por discos ventilados na frente e tambores de freio. A Sport MomoDesign era equipado com quatro discos de freio e a suspensão mais rígida e outros equipamentos compartilhados com outras versões. Todos os veículos incluíam sistema de freio ABS com Distribuição eletrônica de frenagem (EBD) e direção assistida elétrica com sistema de rigidez gradual, todas as opções eram combinadas com programa eletrônico de estabilidade e tração (ESP).
O interior era coberto com insertos de plástico nos painéis das portas e o painel de instrumentos era revestido com tecido Airtex, couro ou Alcântara, de acordo com o modelo. Os bancos tinham dois tons e as inserções de plástico imitavam o alumínio. O estofamento era disponibilizado em quatro materiais diferentes: "glamorosos", Airtex, suede e couro.

### 2006–2010 (facelift)

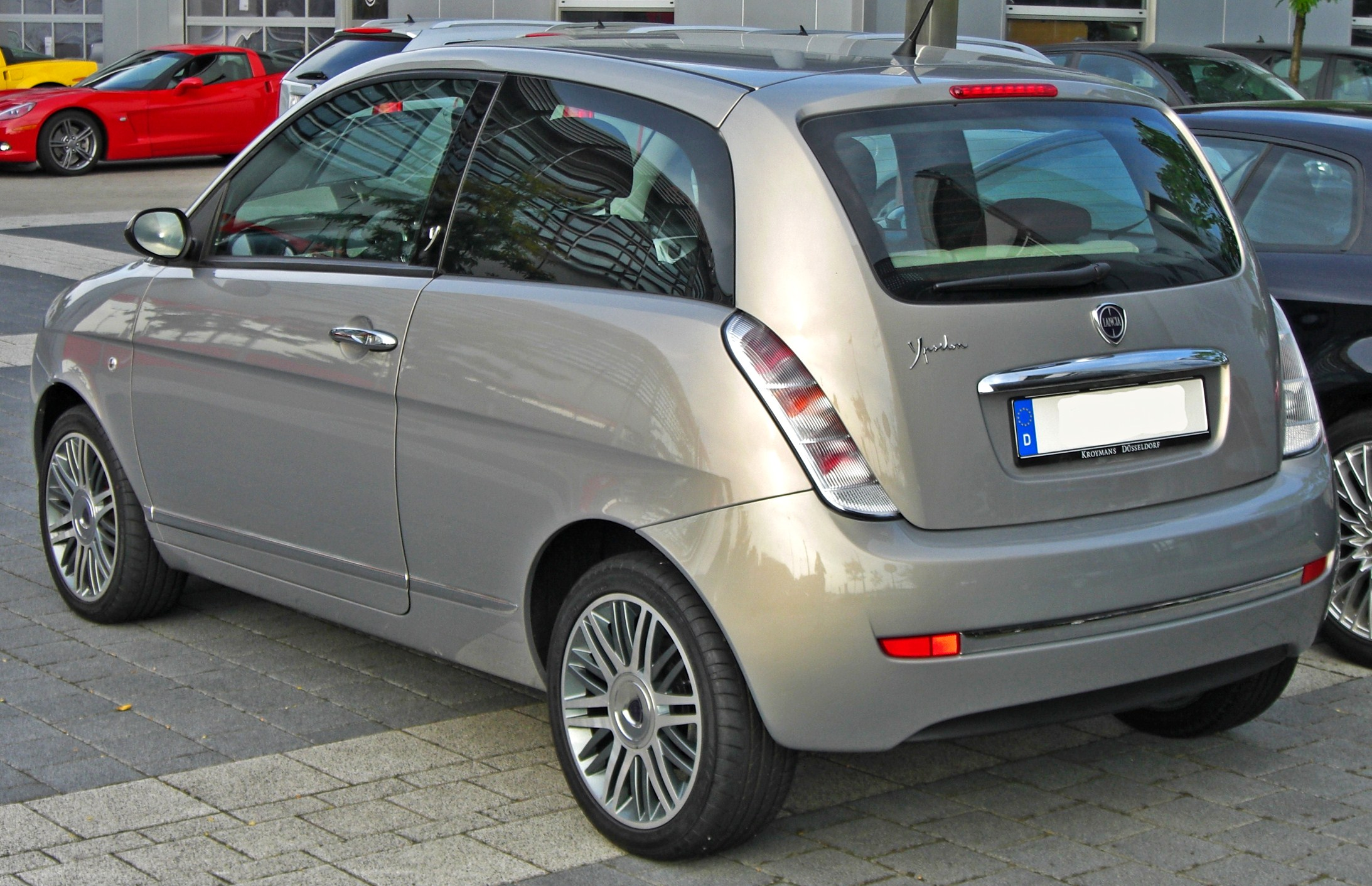
2006 Ypsilon facelift rear

No outono de 2006 o Ypsilon, recebeu retoques que afetaram o ambiente interno e seus motores. Ele recebeu uma nova grade frontal, para-choques mais arredondados que possuíam entradas de ar maiores, e um novo desenho nas lanternas traseiras com novo efeito cromado ice. Existiam cinco versões: Silver, Passion, White Gold, Yellow Gold e Platinum. Nessa nova fase do projeto ele trazia novos tecidos para os assentos que vinham com novas combinações de cores, os acabamentos no console central eram pintados de prata ou cinza escuro. Ele também oferecia o sistema de entretenimento Blue&Me mãos-livres (Bluetooth com porta USB), novas cores e novas rodas. O carro também tinha novas opções de motorização: o novo motor 1.3 Multijet 16v que agora tinha 75, 90 e 105 cv, de acordo com a versão escolhida.
O Ypsilon II poderia ser equipado com o sistema de controle de estabilidade e assistente de partida em aclives. O veiculo possuía um coeficiente de aderência de 0.93g, apesar da acentuada rolagem da carroceria pela calibragem macia da suspensão. A alavanca de câmbio foi reposicionada para uma posição mais elevada e o assento traseiro passou a ser bipartido e deslizante. O modelo 2008 introduziu o filtro de partículas diesel como padrão em toda a linha equipada com motores diesel, exceto para a versão 1.3 Multijet diesel de 105 cv equipado com transmissão automática DFN (Dolce Far Niente).

### 2010 – 2011
Em 2010, o Lancia Y recebeu retrovisores maiores e os faróis recebera uma mascara negra. Em 2011 a Lancia apresentou o Lancia Y Unyca a última versão do veiculo.
A produção do Ypsilon II foi encerrada em Novembro de 2011 devido ao fechamento da fabrica em Termini Imerese, Itália (onde o Ypsilon era montado) pelo Grupo Fiat. O Ypsilon III tem sua produção sediada em Tychy, Polônia.

### Motores do Ypsilon II
A gama de motores era composta pelo 1.2 Fire 8v de quatro cilindros em linha — que ganhou 9 cv (6,62 kW) de potência em outubro de 2010, passando de 60 cv (44,1 kW) para 69 cv (50,7 kW). A versão 1.2 também possuía versão de 16 válvulas, 80 cv (58,8 kW) à 5500 rpm, que foi substituída em 2006 pelo motor 1.4 Fire 8v 78 cv (57,4 kW). Além da versão de 8 válvulas, o motor 1.4 também foi produzido com cabeçote de 16v (produzindo 95 cv (69,9 kW) de potência à 5800 rpm). Em 2009 o motor 1.4 8v passou a ser oferecido em uma versão bicombustível, denominada EcoChic, que era movida à GPL ou gasolina e produzia 78 cv (57,4 kW) de potência.
O motor 1.3 Multijet 70 diesel foi produzido entre 2003 e 2006, sua potência era de 69 cv (50,7 kW) à 4000 rpm. Ele foi substituído nos anos seguintes por versões que tinham potência de 75 a 105 cv. Os motores Multijet equipados com filtro de partículas diesel tiveram um grande redução da emissão de poluentes e consumo de combustível.
| Versão               | Disponibilidade    | Deslocamento       | Potência                    | Torque                         | 0–100 km/h (segundos) | Velocidade máxima (km/h) | Consumo Combinado (km/l) | Emissão de CO2 (g/km) |
| Motores a gasolina   | Motores a gasolina | Motores a gasolina | Motores a gasolina          | Motores a gasolina             | Motores a gasolina    | Motores a gasolina       | Motores a gasolina       | Motores a gasolina    |
| -------------------- | ------------------ | ------------------ | --------------------------- | ------------------------------ | --------------------- | ------------------------ | ------------------------ | --------------------- |
| 1.2 FIRE 8v          | 2003 — 2010        | 1242 cm³           | 60 cv (44,1 kW) @ 5500 rpm  | 102 Nm (10,4 kgf-m) @ 2500 rpm | 16.8                  | 153                      | 16.9                     | 142 (139 após 2006)   |
| 1.2 FIRE 16v         | 2003 — 2006        | 1242 cm³           | 80 cv (58,8 kW) @ 5500 rpm  | 114 Nm (11,6 kgf-m) @ 4000 rpm | 13.2                  | 165                      | 16.7                     | 142                   |
| 1.2 FIRE 8v          | 2011 — 2011        | 1242 cm³           | 69 cv (50,7 kW) @ 5500 rpm  | 102 Nm (10,4 kgf-m) @ 3000 rpm | 14.5                  | 163                      | 20.4                     | 115                   |
| 1.4 FIRE 8v          | 2006 — 2010        | 1368 cm³           | 78 cv (57,4 kW) @ 6000 rpm  | 113 Nm (11,5 kgf-m) @ 3750 rpm | 13.5                  | 167                      | 18.2                     | 130                   |
| 1.4 FIRE 8v EcoChic  | 2009 — 2010        | 1368 cm³           | 78 cv (57,4 kW) @ 6000 rpm  | 115 Nm (11,7 kgf-m) @ 3000 rpm | 13.5                  | 167                      | 14.1                     | 115                   |
| 1.4 FIRE 16v         | 2006 — 2010        | 1368 cm³           | 95 cv (69,9 kW) @ 5800 rpm  | 128 Nm (13,1 kgf-m) @ 4500 rpm | 10.9                  | 175                      | 15.2                     | 155                   |
| Motores a diesel     |                    |                    |                             |                                |                       |                          |                          |                       |
| 1.3 Multijet 16v 70  | 2003 — 2006        | 1248 cm³           | 69 cv (50,7 kW) @ 4000 rpm  | 190 Nm (19,4 kgf-m) @ 1750 rpm | 15.1                  | 167                      | 23.3                     | 114                   |
| 1.3 Multijet 16v 75  | 2006 — 2011        | 1248 cm³           | 75 cv (55,2 kW) @ 4000 rpm  | 190 Nm (19,4 kgf-m) @ 1750 rpm | 14.5                  | 167                      | 22.2                     | 117                   |
| 1.3 Multijet 16v 90  | 2006 — 2010        | 1248 cm³           | 90 cv (66,2 kW) @ 4000 rpm  | 200 Nm (20,4 kgf-m) @ 1750 rpm | 10.5                  | 175                      | 22.2                     | 114                   |
| 1.3 Multijet 16v 105 | 2007 — 2008        | 1248 cm³           | 105 cv (77,2 kW) @ 4000 rpm | 200 Nm (20,4 kgf-m) @ 1750 rpm | 10.3                  | 177                      | 21.7                     | 123                   |